# Jordan Greenidge
Jordan Greenidge (sinh ngày 5 tháng 1 năm 2000) là một cầu thủ bóng đá người Anh thi đấu ở vị trí tiền đạo cho Badajoz.

## Sự nghiệp
Vào tháng 7 năm 2018, Greenidge gia nhập đội bóng ở Cypriot First Division Omonia với bản hợp đồng 3 năm. Ngày 24 tháng 9 năm 2018, anh có màn ra mắt khi vào sân từ ghế dự bị trong 6 phút cuối cùng trong thất bại 1-0 trước AEK Larnaca. Ngày 17 tháng 1 năm 2019, anh rời câu lạc bộ sau khi chỉ có 1 lần ra sân duy nhất. Ngày 31 tháng 1 năm 2019, anh gia nhập đội bóng ở Segunda División B Badajoz của Tây Ban Nha.